# یوکا نوالاینن
یوکا آنترو «یولیوس» نوالاینن (به فنلاندی: Jukka Antero "Julius" Nevalainen) (زادهٔ ۲۱ آوریل ۱۹۷۸، فنلاند) درامر گروه سمفونیک متال فنلاندی نایت‌ویش و گروه پراگرسیو متال ستیان است.

## زندگی‌نامه
وی سال‌های اولیه زندگی خود را در شهر کیته گذراند. نواختن درامز را از از یازده‌سالگی و زمانی آغاز کرد که معلم موسیقی‌اش در مدرسه گفت که یک برنامه جدید آموزشی برای موسیقی افتتاح شده، و فکر کرد که یوکا به عنوان یک درامر مناسب باشد. یوکا برای تمرین کمبود جای مناسب را داشت از این رو تمرین‌ها را در خانه‌شان انجام می‌داد. اولین گروهی که در آن عضویت داشت «The Highway» بود ولی در سن ۱۵-۱۶ سالگی بود که به عضویت اولین گروه واقعی‌اش درآمد. این گروه جای مناسبی برای تمرین داشت، ولی تمرین‌های آن‌ها به روزهای زوج هفته محدود می‌شد. بعد از جدا شدن آن گروه، به ارنو وورینن پیوست و آنها یک جای ثابت را برای تمرین به‌دست آوردند.
در سن ۱۷ سالگی ارنو با توماس هالوپاینن آهنگ‌ساز و نوازندهٔ کیبورد در تماس بود. توماس می‌خواست که یک پروژه موسیقی آکوستیک را شروع کند که بعدها تبدیل به نایت‌ویش شد. آنها به یک درامر احتیاج داشتند، که ارنو به توماس، یوکا را پیشنهاد کرد.
پس از چند سال که از فعالیت یوکا در نایت‌ویش گذشت، او یک ست درامز جدید و حرفه‌ای تهیه کرد که از زمان ضبط آلبوم Wishmaster تا پایان تور جهانی آلبوم Once در سال ۲۰۰۵ از آن استفاده می‌کرد.

## زندگی شخصی
نوالاینن با همسرش ساتو، دخترش لونا (متولد ۲۰۰۳) و پسرش نیکی (متولد دسامبر ۲۰۰۵) در یوینسو- فنلاند زندگی می‌کند. دختر دومش لارا در ژون ۲۰۱۰ به دنیا آمد. او یک گیاه‌خوار است.